# Hélène Naïs
Hélène Naïs (née le 20 avril 1925 à Paris 15e et morte le 17 février 2010 à Croix) est une romancière et linguiste française. Elle travaille à l'Université de Nancy et s'intéresse plus particulièrement à la langue du XVIe siècle et au traitement automatique des données en linguistique.

## Biographie
Hélène Naïs passe un doctorat en lettres en 1960 à Paris avec Jean Frappier comme directeur de thèse, avec une thèse intitulée Les animaux dans la poésie française de la Renaissance (Paris 1961) et une thèse complémentaire intitulée Introduction au Rustican,. 
À partir de 1960, elle travaille avec l’Institut de recherche en histoire des textes et l’Atelier de recherche. En 1961, elle succède à Paul Imbs à la chaire de grammaire et philologie.
Elle prend, en 1966, la direction du Centre de recherche et d’analyses linguistiques (CRAL) associé au CNRS, qui regroupe diverses équipes effectuant des travaux sur ordinateur.
Elle fait partie des premiers membres de l'Association française de linguistique appliquée (AFLA), branche française de l'Association Internationale de Linguistique Appliquée, créée simultanément, avec Antoine Culioli, comme président et Francis Debyser comme secrétaire,.
Hélène Naïs est professeure de linguistique française à l'Université de Nancy et directrice de l'Unité de formation et de recherche. Parmi ses élèves, on compte Philippe Caron et Bernard Combettes.
Hélène Naïs dirige également la revue nancéienne de linguistique Verbum créée en 1978 par Claude Brixhe. 

## Œuvres
- « Le "Dictionnaire des langues françaises et anglaises" de Randle Cotgrave. Réflexions sur la méthode de la lexicographie », dans : Verba et Vocabula. Festschrift Ernst Gamillscheg, Munich 1968, p. 343–357
- « Réflexions sur le “Dictionnaire de la langue française du XVIe siècle” d’E. Huguet », Le Français moderne, no 1,‎ janvier 1959, p. 45-64 (lire en ligne)
- Le Décasyllabe et l'alexandrin en France au XVIe siècle, dans Actas del XI Congreso internacional de linguistica y filologia romanicas, 1965
- Réflexions préliminaires à un traitement automatique des textes médiévaux sur ordinateur à propos de la "Conqueste de Constantinople" par G. de Villehardouin, dans Mélanges de langue et de littérature du Moyen Âge et de la Renaissance offerts à Jean Frappier, Genève, Droz, 1970
- Ferdinand Brunot, Hélène Naïs (bibliogr. et notes complémentaires ), Histoire de la langue française des origines à nos jours. Tome II, le XVIe siècle, 1967
- Linguistique et ordinateur : quelques problèmes théoriques à propos de l’Ancien Français, dans Mélange de langues et littérature française du Moyen Âge, offert à Pierre Jonin, Presses universitaires de Provence, 1979 Lire en ligne
- L'enseignement des verbes français d'après quelques grammairiens du XVIe siècle, dans Bulletin de l'Association d'étude sur l'humanisme, la réforme et la renaissance, no 15, 1982. Les rapports entre les langues au XVIe siècle. Actes du colloque de Sommières, 14 - 17 septembre 1981. Tome I., sous la direction de Henri Weber, Claude Longeon et Claude Mont. p. 7-11. Lire en ligne
- Avec Jean Schneider, L'atelier Vincent de Beauvais, dans Revue d'histoire des textes, bulletin no 4 (1974), 1975. p. 438-443. Lire en ligne

- De la plume d'oie à l'ordinateur. Études de philologie et de linguistique offertes à Hélène Nais, Presses universitaires de Nancy, 1994  (ISBN 978-2864802730).